# Куґімія Ріе
Ріе Куґімія (яп. 釘宮 理恵, Куґімія Ріе, нар. 30 травня 1979) — японська сейю, народилась в м. Осака, виросла в м. Кумамото, Японія. Працює в компанії I'm Enterprise. Зріст 159 см. У неї та ж група крові (третя) і той же день народження, що і в іншого сейю — Соітіро Хосі.
У 1997 році Куґімія брала участь у 1-й Seiyu Summer School, організованій інститутом сейю Nichinare, де вона отримала приз від фірми I'm Enterprize і передачі Watasitati tobimasu (私たち、翔びます!). Після цього вона влаштувалась в I'm Enterprize, де і працює по цей час.
Як сейю вона дебютувала в 1998 році в комп'ютерній грі «étude prologue 〜揺れ動く心のかたち〜». А в наступному, 1999 році, дебютувала в аніме з роллю в серіалі Kyorochan.
Серед численних ролей Куґімії особливе місце займають ролі цундере, котрих вона зіграла уже немало. Як приклад можна навести таких персонажів, як Сяна (Shakugan no Shana), Луїза (Zero no Tsukaima), Юхі (Akaneiro ni Somaru Saka), Нагі (Hayate no gotoku!) та ін. По цій же причині її навіть називають «Королева цундере» (ツンデレの女王).
Але її репертуар не обмежується одними лиш ролями цундере. Вона грала персонажів з найрізноманітнішими характерами. Доводилось їй також грати чоловічі ролі. Неодноразово також доводилось грати декілька ролей в одному аніме (наприклад, Мерона і Лана в Queen's Blade, Аліса і Теноудзі Тока в Nogizaka Haruka no Himitsu: Purezza, Дайті Каорі і «Magical Diva» в Ladies versus Butlers!).
Куґімія є лауреатом двох премій Seiyu Awards. У 2008 році, на 2-й церемонії вручення премії, вона отримала премію за роль другого плану, а в наступному, 2009 році, на 3-й церемонії — премію за головну роль.

## Значні ролі

### В аніме
Головні ролі виділені жирним.

#### 1999
- Excel Saga — Юкарі

#### 2000
- Hand Maid May — Рена
- Megami Kouhosei TV — Ікні Аллекто

#### 2001
- Figure 17 — Міна Савада
- Galaxy Angel — Тібіта
- Super Gals! — Сайо Котобукі
- Nanchatte Vampiyan — Морі
- Shingu: Secret of the Stellar Wars — Футаба Мурата
- Vandread: The Second Stage — Ширлі

#### 2002
- Cosplay Complex — Дельмо
- Gravion — Брігетта
- Pita-Ten — Кобосі Уемацу
- Pokémon — Лілі
- Rizelmine — Різель Івакі
- The Twelve Kingdoms — Тайкі, Канаме Такасато в дитинстві
- Wagamama Fairy Mirumo de Pon! — Мурумо

#### 2003
- Astro Boy — Нянко
- Fullmetal Alchemist — Альфонс Елрік, Кетрін Ель Армстронг
- Guardian Hearts — Хіна
- Rockman.EXE — Анетта
- Candidate for Goddess — Іхній Аллекто
- Konjiki no Gash Bell!! — Тіо

#### 2004
- Alice Academy — Імай Хотару
- Bleach — Карін Куросакі, Нему Куроцуті і Лілі
- Burn Up Scramble — Мая Дзінґу
- Canvas 2 — Харуна (12 серія)
- Gakuen Alice (Alice Academy) — Імай Хотару
- Gravion Zwei — Бріґетта
- Ichigeki Sacchuu!! Hoihoi-san — Комбат-сан
- Mahō Shōjo Ririkaru Nanoha — Аліса Баннінґс
- Major[en] — Дайсуке Коморі
- Maria-sama ga Miteru — Того Мацудайра
- Midori Days — Кота Сінґйодзі
- Mirmo! — Мурумо
- Ninin Ga Shinobuden — Міябі
- Yakitate!! Japan — Моніка Аденауер

#### 2005
- Bokusatsu Tenshi Dokuro-chan — Сабато-тян (Сабато Міхасіґо)
- Elemental Gelade — Тілулу (Тікл Сільваторс)
- Guardian Hearts Power Up! — Хіна
- Loveless — Сакаґамі Коя
- Mahō Shōjo Ririkaru Nanoha A's — Аліса Баннінґс
- MÄR — Бель
- Okusama wa Mahou Shoujo — Міка Сімідзу
- Otogi-Jūshi Akazukin OVA — Рінґо Кіносіта
- Paradise Kiss — Ізабелла (молода, 10 серія)
- Shakugan no Shana — Сяна
- Trinity Blood — Пітер
- Xenosaga — Мері Ґудвін

#### 2006
- Buso Renkin — Вікторія
- Chocotto Sister — Юріка Ханаямада
- Digimon Savers — Ікуто Ноґуті
- Ghost Hunt — Масако Хара
- Gintama — Каґура
- Honey and Clover — Сінобу Моріта в дитинстві
- Otogi-Jūshi Akazukin — Рінґо Кіносіта
- Tokimeki Memorial ~Only Love~ — Момо Айкава
- Utawarerumono — Камю
- Zero no Tsukaima — Луїза
- Glass no Kantai — Ральф

#### 2007
- Deltora Quest — Неріда
- Eiga de Tōjō! Tamagotchi Dokidoki! Uchū no Maigotchi!? — Маметі
- Hayate no Gotoku! — Наґі Сандзенін
- Heroic Age — Майл
- Hidamari Sketch — Тіка
- Let's Go! Tamagotchi — Маметі
- Mobile Suit Gundam 00 — Нена Триніті
- Oh! Edo Rocket — Сюмпей
- Potemayo — Нене Касуґано, Томарі Секі
- Rental Magica — Мікан Кацурагі, Каорі Кацураґі
- Shakugan no Shana Second — Сяна
- Zero no Tsukaima ~Futatsuki no Kishi~ — Луїза

#### 2008
- Akaneiro ni Somaru Saka — Юхі Катаґірі
- Hidamari Sketch × 365 — Тіка
- Kemeko Deluxe! — Місакі Хаякава
- Kyouran Kazoku Nikki — Зміюка Мудзякі
- Linebarrels of Iron / Kurogane no Linebarrels — Ізуна Ендо
- Mnemosyne — Мімі
- Mobile Suit Gundam 00 — Нена Триніті
- Nabari no Ou — Міхару Рокудзьо
- Nodame Cantabile season 2 — Катаріна
- Rosario + Vampire — Мідзору Сіраюкі
- Rosario + Vampire: Capu2 — Мідзоре Сіраюкі
- Zero no Tsukaima ~Princesses no Rondo~ — Луїза
- Toradora! — Тайґа Айсака
- Zettai Karen Children — Міо, Момотаро, молодий Мінамото, Нагі
- Wagaya no Oinari-sama — Сіро, Цукуйомі
- Shugo Chara!! Doki — Юа Сакурай
- Tamagotchi: Happiest Story in the Universe! — Маметі
- Hakushaku to Yousei — Меріґолд

#### 2009
- Basquash! — Флора Скайблюм
- Fairy Tail — Хеппі
- Fullmetal Alchemist: Brotherhood — Альфонс Елрік, Кетрін Ель Армстронг
- Gintama — (119 серія пародія Денді)
- Hayate no Gotoku 2nd Season — Наґі Сандзенін
- Hetalia: Axis Powers — Ліхтенштейн, Латвія
- Isekai no Seikishi Monogatari — Ран
- Jigoku Shōjo Mitsuganae — Сінохара Усагі (15 серія)
- Kanamemo — Міка Кудзіїн
- Maria-sama ga Miteru 4th season — Токо Мацудайра
- Nogizaka Haruka no Himitsu: Purezza — Алістія Рейн, Тока Тенодзі
- Queen's Blade -Rurō no Senshi- TV — Мелона, Лана
- Saki — Юкі Катаока
- Shakugan no Shana S — Шяна
- Shugo Chara — Юа Сакурай
- Tamagotchi! — Маметі
- Tatakau Shisho: The Book of Bantorra — Акіто
- Umineko no Naku Koro ni — Сянон

#### 2010
- Toaru Majutsu no Index II — Аґнеса Санстіс
- Dance in the Vampire Bund — Хістеріка
- Hidamari Sketch × Hoshi Mittsu — Тіка
- Hyakka Ryouran Samurai Girls — Юкімура Санада
- Inazuma Eleven — Уцуномія Торамару
- Jewel Pet Tinkle — Маріанна
- Kaichou wa Maid-sama! — Роза (24 серія)
- Ladies versus Butlers! — Каору Дайті
- Mobile Suit Gundam 00 The Movie: A Wakening of the Trailblazer — Міна Кармін
- Ookami-san to Shichinin no Nakama-tachi — Мімі Усамі
- Pokémon: Zoroark: Master of Illusions — Селебі (покемон)
- A Certain Magical Index II — Агніс Санктіс

#### 2011
- Aria the Scarlet Ammo — Канадзакі Арія
- Astarotte no Omocha! — Астаротта
- Dragon Crisis! — Роза
- Fairy Tail — Хеппі
- Freezing — Кассі Локхерт
- Gintama — Кагура
- Heart no Kuni no Alice — Аліса Ліддел
- Kaitō Tenshi Twin Angel — Курумі Хадзукі (Білий ангел)
- Kämpfer für die Liebe — Бакухадзу Пінгвін
- Kyousogiga — Кото
- Persona 4: The Animation — Рісе Кудзікава
- Saint Seiya: The Lost Canvas — Фантазус
- Shakugan no Shana III/FINAL — Сяна
- The Idolmaster — Іорі Мінасе
- Yondemasuyo, Azazel-san — Кіоко

#### 2012
- Arashi no Yoru ni: Himitsu no Tomodachi — Мей
- Battle Spirits: Sword Eyes — Аква Есток
- Ebiten: Kōritsu Ebisugawa Kōkō Tenmonbu — Юка Іседа(в Drama CD)
- Gokicha!! Cockroach Girls — Чаба
- Haiyore! Nyaruko-san — Хастур
- Hayate the Combat Butler: Can't Take My Eyes Off You — Наґі Сандзенін
- Kill Me Baby — Дівчинка_без_імені
- Kingdom — Каріо Тен
- Koi to Senkyo to Chocolate — Юна Одзава
- Saki Achiga-hen episode of Side-A — Юкі Катаока
- Shining Hearts — Мелті
- Recorder to Randoseru — Ацумі Міягава
- Robotics;Notes — Айрі
- Zero no Tsukaima F — Луїза
- Tamagotchi! Yume Kira Dream — Мамечі

#### 2013
- Dokidoki! PreCure — Мадока Агурі / Кюа Ейс
- Haiyore! Nyaruko-san W — Хасута
- Hayate the Combat Butler: Cuties! — Нагі Сандзенін
- Hyakka Ryōran Samurai Bride — Юкімура Санада
- Kingdom 2 сезон  — Юкімура Санада
- Koi-ken! — Кікуй Марі
- One Piece — Сугар
- Ore no Imouto ga Konna ni Kawaii Wake ga Nai — Каната Курусу
- Tamagotchi! Miracle Friends — Мамечі
- Puchimas! Petit Idolmaster — Іо / Іорі Мінасе
- RDG Red Data Girl — Сатору Вамія
- Zettai Karen Children: The Unlimited — Момотаро
- Watashi ga Motenai no wa Dō Kangaetemo Omaera ga Warui! — Кі-тян
- Kyousougiga — Кото

#### 2014
- Fairy Tail — Хеппі
- JoJo's Bizarre Adventure: Stardust Crusaders — Енн
- The Comic Artist and Assistants — Сена Курой
- No Game No Life — Тет
- Noragami — Нора
- Saki Zenkoku-hen — Юкі Катаока
- Selector Infected WIXOSS — Урісу
- Witch Craft Works — Хроно / Хроноір Шварц VI

#### 2017
- Hōseki no Kuni — Александрит

### OVA
- Fairy Tail (OVA) — Хеппі
- Kenichi: The Mightiest Disciple OVA — Міу Фуріндзі
- Negima: Mo Hitotsu no Sekai — Цукуйомі
- Toradora! Bento no Gokui — Тайґа Айсака

### OAD
- ChocoTan! — Шокотан

### Повнометражні аніме
- Crayon Shin-chan: Super-Dimension! The Storm Called My Bride — Таміко Канеарі
- Bleach: Memories of Nobody — Карін Куросакі
- Bleach: The Diamond Dust Rebellion — Карін Куросакі
- Dokidoki! PreCure the Movie: Mana's Getting Married!!? The Dress of Hope Tied to the Future — Мадока Агурі / Кюа Ейс
- Eiga de Tōjō! Tamagotchi Dokidoki! Uchū no Maigotchi!? — Мамечі
- Expelled From Paradise — Ангела Бальзак
- Fairy Tail the Movie: The Phoenix Priestess — Хеппі
- Fullmetal Alchemist: The Conqueror of Shamballa — Альфонс Елрік
- Fullmetal Alchemist: The Sacred Star of Milos — Альфонс Елрік
- Gintama: Benizakura-hen — Каґура
- Gintama: The Movie: The Final Chapter: Be Forever Yorozuya — Каґура
- Hayate the Combat Butler! Heaven Is a Place on Earth — Нагі Сандзенін
- Mahou Shoujo Lyrical Nanoha THE MOVIE 1st — Аліса Баннінгс
- Mahou Shoujo Lyrical Nanoha THE MOVIE 2nd A's — Аліса Баннінґс
- Pokémon: Zoroark: Master of Illusions — Селебі (покемон)
- Shakugan no Shana: The Movie — Шана
- Tamagotchi: Happiest Story in the Universe! — Мамечі
- Yes! PreCure 5 the Movie: Miraculous Adventure in the Mirror Kingdom — Темний Лемонад
- Ao no Exorcist: The Movie — Юсамаро

### Drama CD
- Hotaru Imai
  - Gakuen Alice Rabu Potion Chūiho!
  - Gakuen Alice Mono Wasure Machine
  - Gakuen Alice Chocolate Holic
  - Pick of the Litter — Конохана
- Shiro Ari' — Білосніжка
- Superior — Ангеліка
- Haiyoru! Nyaruko-san EX ~Dreamy Dreamer~ — Хастур / Хасута
- Hetalia: Axis Powers — Ліхтенштейн, Латвія
- Nagasarete Airantō — Юкіно
- Uwasa no Midori-kun!! — Мідорі Ямато
- Nabari no Ou — Міхару Рокудзьо
- Ebiten: Kōritsu Ebisugawa Kōkō Tenmonbu' — Юка Ісіда

### Ігри
- .hack//Link — Цело
- Akaneiro ni Somaru Saka: Parallel — Юхі Катагірі
- Akai Ito — Вакасугі Цузура
- Asura's Wrath — Мітра
- Blades of Time (Японська версія) — Аюмі
- Bleach: Dark Souls — Карін Куросакі, Нему Куроцучі
- Da Capo II: Plus Situation/Plus Communication — Еріка Мурасакі
- Dengeki Gakuen RPG: Cross of Venus — Сяна, Тайга Айсака, Сабато
- Deus Ex: Human Revolution (Японська версія) — Еліза Кассан
- Dragon Nest — Ліна
- Elsword (Японська версія) — Айса
- Everybody's Golf 6 — Налу(Лані)
- Fairy Tail series — Хеппі
- Final Fantasy IV DS — Палом і Пором
- Freestyle Street Basketball — Саці Такенака, Мікако Сузукі, Йошино Сайонджі
- Granado Espada (Японська версія) — Клер
- Grandia Online — Людська Жінка
- Growlanser IV: Wayfarer of Time — Ліона
- Gundam Assault Survive — Нена Триніті
- Nyaruko-san: Meijō shigatai Game no you na mono — Хасута
- Hayate the Combat Butler series — Нагі Сандзенін
- Inazuma Eleven series — Торамару Утсуномія
- Infinite Undiscovery — Віка
- Kaku-San-Sei Million Arthur — Артур
- Konjiki no Gash Bell series — Тіа і Меґумі Оумі
- Luminous Arc 2 Will — Карен
- MagnaCarta II — Селестія
- Mobile Suit Gundam: Extreme Vs. і Mobile Suit Gundam: Extreme Vs. Full Boost  — Нена Триніті
- Mobile Suit Gundam 00: Gundam Meisters — Нена Триніті
- Mugen Souls Z — Нао
- Nogizaka Haruka no Himitsu: Cosplay Hajimemashita — Міяма Аяне
- One Piece: Unlimited Cruise — Ґабрі
- Pangya — Кох
- Persona 4 — Райс Кудзікава
- Persona 4 Arena — Райс Кудзікава
- Persona 4 Golden — Райс Кудзікава
- Pokémon Donjon Mystère: Magnagate et le Labyrinthe Infini — Пікачу
- Princess Maker 4 — Крістіна Нортерлі
- Red Thread — Цудура Вакасуґі
- Riviera: The Promised Land — Ейн
- Robotics;Notes — Айрі
- Rune Factory: A Fantasy Harvest Moon — Мей
- Saki Portable — Юкі Катаока
- SD Gundam G Generation Spirits — Стелла Ребераду Твінк
- SD Gundam G Generation Wars — Нена Триніті
- SD Gundam G Generation World — Нена Триніті, Кацуя Ріс
- Shining Hearts — Мелті
- Shikigami no Shiro — Ісе Наґіно
- Star Ocean: The Second Evolution — Преціс Ф. Нейман
- Summon Night X: Tears Crown — Елнадіта Клевертінк
- Super Robot Wars series — Нена Триніті, Ізуна Ендо
- Tales of Symphonia: Dawn of the New World — Марта Луалді
- Tales of the World: Radiant Mythology 3 — Марта Луанді
- Tales of the Heroes: Twin Brave — Марта Луанді
- Tears to Tiara II — Тарт
- Toradora Portable — Тайґа Айсака
- IDOLM@STER series — Іорі Мінасе
- Umineko no Naku Koro ni: Majo to Suiri no Rondo — Шенон
- White Knight Chronicles 2 — Міу
- X-Blades (Японська версія) — Аюмі
- Xenosaga — Мері Гудвін
- Zero Escape: Virtue's Last Reward — Кварк
- Valkyrie Profile: Toga wo Seou Mono — Тілт, Мішель, Мірей
- Wonderland Online — Енрей
- Yakuza series — Харука Савамура

### Дубляж ролей
- The Fourth Kind — Ешлі Тайлер
- The Golden Compass — Ліра Белаква
- Harper's Island — Медісон Алієн
- The Hunger Games — Прімроуз Евердін
- The Hunger Games: Catching Fire — Прімроуз Евердін
- Mortuary — Джемі Дойл
- Peppa Pig — Свинка Пеппа
- Pleasant Goat and Big Big Wolf — Чарівна Кізка
- Piranha 3D — Лаура Форестер
- Resident Evil: Extinction — Червона і Біла Королева
- Revolutionary Road — Дженіфер Велер
- Ruby Gloom — Рубі Ґлум
- Shirt Tales — Панда Пеммі
- The Simpsons — Дарсі (серія «Маленька велика дівчинка»)
- King Kong — Ен Дароу

## Дискографія

### Альбоми
- 2012: Кокохадоко